# مارتین فوستر (بازیکن فوتبال)
مارتین فوستر (انگلیسی: Martin Foster؛ زادهٔ ۲۹ اکتبر ۱۹۷۷) بازیکن فوتبال اهل بریتانیا است.
از باشگاه‌هایی که در آن بازی کرده‌است می‌توان به باشگاه فوتبال لیدز یونایتد، باشگاه فوتبال دونکستر راورز، باشگاه فوتبال بلکپول، باشگاه فوتبال آکسفورد یونایتد، باشگاه فوتبال ایلکستون، باشگاه فوتبال تاموورث، باشگاه فوتبال فارست گرین راورز، باشگاه فوتبال ایستوود، و باشگاه فوتبال هروگیت تاون اشاره کرد.